# Wilhelm Hegeler
Wilhelm Hegeler, född den 25 februari 1870 i Varel, Oldenburg, död den 8 oktober 1943 i Irschenhausen, var en tysk författare.
Hegeler debuterade 1893 med den naturalistiska romanen Mutter Bertha. Denna följdes av novellerna Und alles um die Liebe (1895) och Pygmalion (1897), romanerna Sonnige Tage (1898), Nellys Millionen (1899; 3:e upplagan 1908), Ingenieur Horstmann (1900; 3:e upplagan 1905; "Ingeniör Horstmann", 1902), den första roman av Hegeler, som väckte större uppseende, tack vare en energisk karaktärsteckning, Pastor Klinghammer (1903; 5:e upplagan 1905), Flammen (1904; 6:e upplagan 1906), Pietro der Korsar und die Jüdin Cheirinca (1906; 4:e upplagan 1907) och Das Ärgernis (1907; 4:e upplagan 1908). Hegeler författade även en monografi över Heinrich von Kleist (1904).